# Lothal
Lothal (IPA: /ˈloːtʰəl/; Gujarati: લોથલ, heuvel van de doden) was een van de belangrijkste steden van de oude Indusbeschaving. Het lag in de moderne staat Gujarat en werd omstreeks 2600 v.Chr. gesticht. Het is de belangrijkste archeologische vindplaats in India van deze beschaving. Lothal werd in 1954 ontdekt en de opgravingen door de Archaeological Survey of India (ASI) begonnen op 13 februari 1955 en duurden tot 19 mei 1960.

## Ligging
De zeehaven van Lothal verbond de stad met een oude loop van de rivier de Sabarmati aan de handelsroute tussen de steden uit de invloedssfeer van Harappa in Sindh en het schiereiland van Saurashtra toen de omringende Kutchwoestijn nog onder het water van de Arabische Zee lag. Het was destijds een levendig en welvarend centrum van de handel in kralen, edelstenen en kostbare ornamenten met contacten tot in West-Azië en Afrika. De bewoners van Lothal waren ook verantwoordelijk voor de voor zover bekend oudste voorbeelden van realisme in de schilder- en beeldhouwkunst, die de bekendste fabels van tegenwoordig uitbeelden. De wetenschappers gebruikten een van schelpen gemaakt kompas en verdeelden de horizon en de hemel in 8 – 12 delen. De door hen ontwikkelde technieken en gereedschappen voor de vervaardiging van kralen en op het gebied van de metallurgie hebben zich meer dan 4000 jaar lang bewezen.
Lothal ligt dicht bij het dorp Saragwala in de taluka Dholka van het district Ahmedabad. Het ligt zes km ten zuidoosten van het station Lothal-Bhurkhi aan de spoorlijn Ahmedabad-Bhavnagar. Het is ook met onder alle weersomstandigheden bruikbare wegen verbonden met de steden Ahmedabad (85 km), Bhavnagar, Rajkot en Dholka. Dholka en Bagodara liggen er het dichtst bij. Toen de opgravingen in 1961 werden hervat ontdekten de archeologen sleuven aan de noordelijke, oostelijke en westelijke flanken van de heuvel, wat de kanalen bleken te zijn die de haven verbonden met de rivier. De vondsten bestonden uit een heuvel, een stad, een marktplein en de haven zelf. Naast de opgegraven terreinen bevindt zich het Archeologisch Museum, waar een deel van de belangrijkste verzamelingen van oudheden uit de periode van de Indusbeschaving staat uitgestald.

## Archeologie

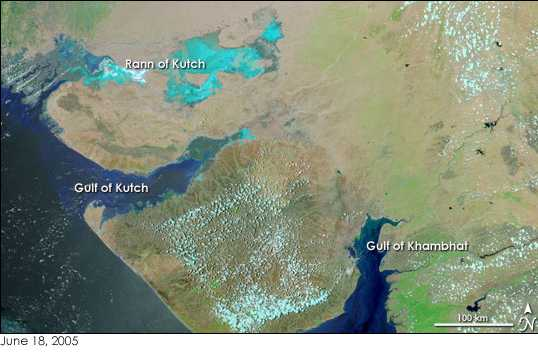
Ten noordwesten van Lothal ligt het schiereiland Kutch (Zie ook Dholavira), dat tot voor kort bij de Arabische Zee hoorde. Hierdoor en door de nabijheid van de Golf van Khambhat verschafte de rivier van Lothal directe toegang tot de zeeroutes. Hoewel het nu van de zee afgesneden is, getuigen de topografie en geologie van Lothal van zijn maritieme verleden

De betekenis van de naam Lothal (een combinatie van Loth en (s)thal) in het Gujarati, heuvel van de doden, is niet ongewoon, want Mohenjodaro betekent in het Sindhi hetzelfde. De bewoners van de dorpen rondom Lothal wisten dat daar een stad en menselijke resten waren. Nog in 1850 voeren er bootjes de rivier op naar de heuvel en in 1942 werd er via de heuvel timmerhout vervoerd van Bharuch naar Saragwala. Een verzilte kreek die het moderne Bholad verbindt met Lothal en Saragwala, is het oude stroombed van een rivier of kreek.:2-3 Na de deling van India in 1947 kwamen de meeste archeologische vindplaatsen, waaronder Harappa en Mohenjodaro, in de nieuwe staat Pakistan terecht. De Archaeological Survey of India startte een nieuw onderzoeks- en opgravingsprogramma en voerde op veel plaatsen in Gujarat opgravingen uit. Tussen 1954 en 1958 werden meer dan 50 plaatsen blootgelegd op de schiereilanden Kutch (zie ook Dholavira) en Saurashtra, waarmee de grenzen van de Harappacultuur 500 kilometer opschoven tot de rivier de Kim, waar de vindplaats Bhagatrav grenst aan het dal van de rivieren de Narmada en Tapti.
Lothal ligt op 270 km afstand van Mohenjodaro, dat in Sindh ligt. Vanwege de betrekkelijk geringe afmetingen van de stadskern is wel geopperd dat Lothal helemaal geen grote stad was en dat de haven misschien niets anders was dan een irrigatietank. Maar de ASI en andere hedendaagse archeologen stellen dat de rivier deel uitmaakte van een belangrijk rivierennetwerk in de handelsroute uit die tijd van Sindh naar Saurashtra in Gujarat. Er zijn begraafplaatsen gevonden waaruit blijkt dat de bewoners waarschijnlijk een Dravidisch, Proto-Australoïde of Mediterraan uiterlijk hadden. Lothal heeft de grootste verzameling oudheden opgeleverd in de archeologie van het moderne India.:30-31 Het vertegenwoordigt in wezen één cultuur – alle variaties van de Indusbeschaving worden hier aangetroffen. Er heeft ook een inheemse cultuur bestaan die glimmend rood aardewerk produceerde en die naar men aanneemt autochtoon was en ouder dan de Indusbeschaving. Er zijn twee perioden van de Harappacultuur te onderscheiden: de hoofdperiode (van 2400 tot 1900 v.Chr.) is identiek met de cultuur van Harappa en Mohenjodaro.
Na het verval van de kern van de Indusbeschaving in Mohenjodaro en Harappa bleef Lothal kennelijk niet alleen nog vele jaren bewoond, maar het was zelfs welvarend. Uiteindelijk richtten de voortdurende bedreigingen, tropische stormen en overstromingen, zoveel schade aan dat de stad erdoor ontwricht raakte er uiteindelijk aan te gronde ging. Uit topografische analyse blijkt ook dat het gebied toen de stad in verval raakte droger werd of minder regen kreeg van de moesson. De oorzaak voor het verlaten van de stad kan dus naast de natuurrampen een verandering van het klimaat geweest zijn.:52 Lothal lag op een heuvel in een zoutmoeras dat bij vloed onder water liep. Remote sensing en topografische onderzoeken die in 2004 door Indiase wetenschappers gepubliceerd zijn in Journal of the Indian Geophysicists Union onthulden een oude, meanderende rivier die langs Lothal liep, volgens satellietbeelden 30 km lang was – een oude verlenging van de noordelijker gelegen bedding van een zijrivier van de Bhogavo. De geringe breedte van de bedding (10–300 meter) vergeleken met de benedenloop (1,2–1,6 km) suggereert dat de getijden grote invloed hadden op de stad – bij vloed liep het zeewater om de stad heen. Maar een hoger gelegen deel van de rivier voorzag de stad van drinkwater.:50-52

## Geschiedenis
Voor de komst van het Harappavolk (ca. 2400 v.Chr.) was Lothal een dorp aan de rivier dat de toegang tot het vasteland vanuit de Golf van Khambhat beheerste. De inheemse bevolking was welvarend, wat blijkt uit de aangetroffen koperen voorwerpen, kralen en halfedelstenen. Met mica glimmend gemaakt rood aardewerk werd gemaakt van fijne klei. Ze verbeterden een nieuwe techniek om potten te bakken onder deels oxiderende en reducerende omstandigheden – speciaal zwart-en-rood aardewerk naast het glimmende rode aardewerk. Het Harappavolk werd aangetrokken door Lothal vanwege de beschutte haven, het gunstige milieu voor de teelt van katoen en rijst en de goede omstandigheden voor de kralenindustrie. De kralen en edelstenen uit Lothal waren in het westen erg in trek. De nieuwe bewoners leefden vreedzaam naast de inheemse bevolking, die hun leefwijze overnam. Dat blijkt uit de bloeiende handel en uit veranderingen in productiemethoden – de mensen uit Harappa namen de lokale aardewerkstijl over en gingen dat aardewerk ook zelf maken.:5

### Stadsplanning

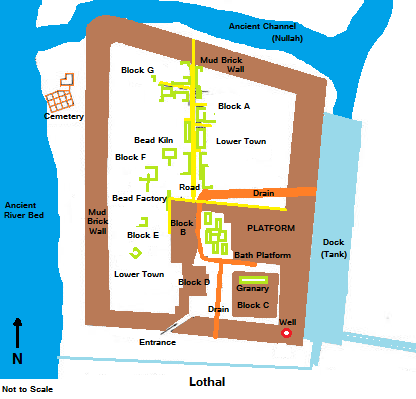
Plattegrond van Lothal

Omstreeks 2350 v.Chr. werd het dorp verwoest door een overstroming. De Harappanen die rondom Lothal en in Sindh woonden maakten van de gelegenheid gebruik om hun nederzetting te vergroten en een stad te bouwen volgens een op de grotere steden in de Indusvallei geïnspireerd ontwerp.:6 De planners in Lothal namen zich voor de stad te beschermen tegen de steeds terugkerende overstromingen. De stad werd verdeeld in blokken van een tot twee meter hoge plateaus van in de zon gedroogde bakstenen. Op elk plateau was ruimte voor 20 tot 30 huizen met dikke muren van ongebakken klei en bakstenen muren eromheen. De stad was verdeeld in een citadel of acropolis en een benedenstad. De heersers van de stad woonden in de citadel, die voorzien was van betegelde baden en ondergrondse en open waterafvoer (gemaakt van in ovens gebakken bakstenen) en een put voor drinkwater. De benedenstad was verdeeld in twee sectoren – de hoofdstraat van noord naar zuid was het belangrijkste handelscentrum met aan beide zijden winkels van rijke en gewone handelaars en ambachtslieden. De woonwijken lagen aan beide zijden van de markt. De benedenstad werd tijdens de jaren van voorspoed van Lothal periodiek uitgebreid.
De technici van Lothal gaven prioriteit aan de bouw van een havengebied en een pakhuis ten behoeve van de koopvaardij. Hoewel de archeologen het erover eens zijn dat dit bouwwerk een haven moet zijn geweest, wordt vanwege de geringe afmetingen ook weleens voorgesteld dat het een irrigatietank of een kanaal was. De haven werd gebouwd aan de oostelijke flank van de stad en wordt door archeologen als een technisch hoogstandje beschouwd. Hij lag wat uit de buurt van de hoofdbedding van de rivier om verzilting te voorkomen, maar schepen konden er ook tijdens vloed aanmeren. Het pakhuis werd dicht bij de acropolis gebouwd op een 3,5 meter hoge verhoging van in de zon gedroogde stenen. De heersers konden op die manier tegelijk toezicht houden op de activiteiten in het pakhuis en in de haven. Voor het transport van goederen was er een 220 meter lange kade van in de zon gedroogde steen aan de westelijke arm van de haven die aan de kant van het pakhuis omhoog liep.:7-8 Tegenover het pakhuis stond een belangrijk openbaar gebouw waarvan alleen de fundamenten zijn gevonden. Altijd moest de stad pal staan tegenover overstromingen en storm. Se haven en muren om de stad heen werden efficiënt onderhouden. Het nijvere herbouwen van de stad verzekerde de groei en bloei van de handel. Maar toen de welvaart bleef toenemen gingen de inwoners van Lothal het onderhoud aan de muren en de haven veronachtzamen, misschien doordat ze te veel vertrouwden op hun systemen. Een niet al te grote overstroming in 2050 v.Chr. bracht enkele ernstige gebreken aan het licht, maar die werden niet goed verholpen.:11

### Economie en stedelijke cultuur

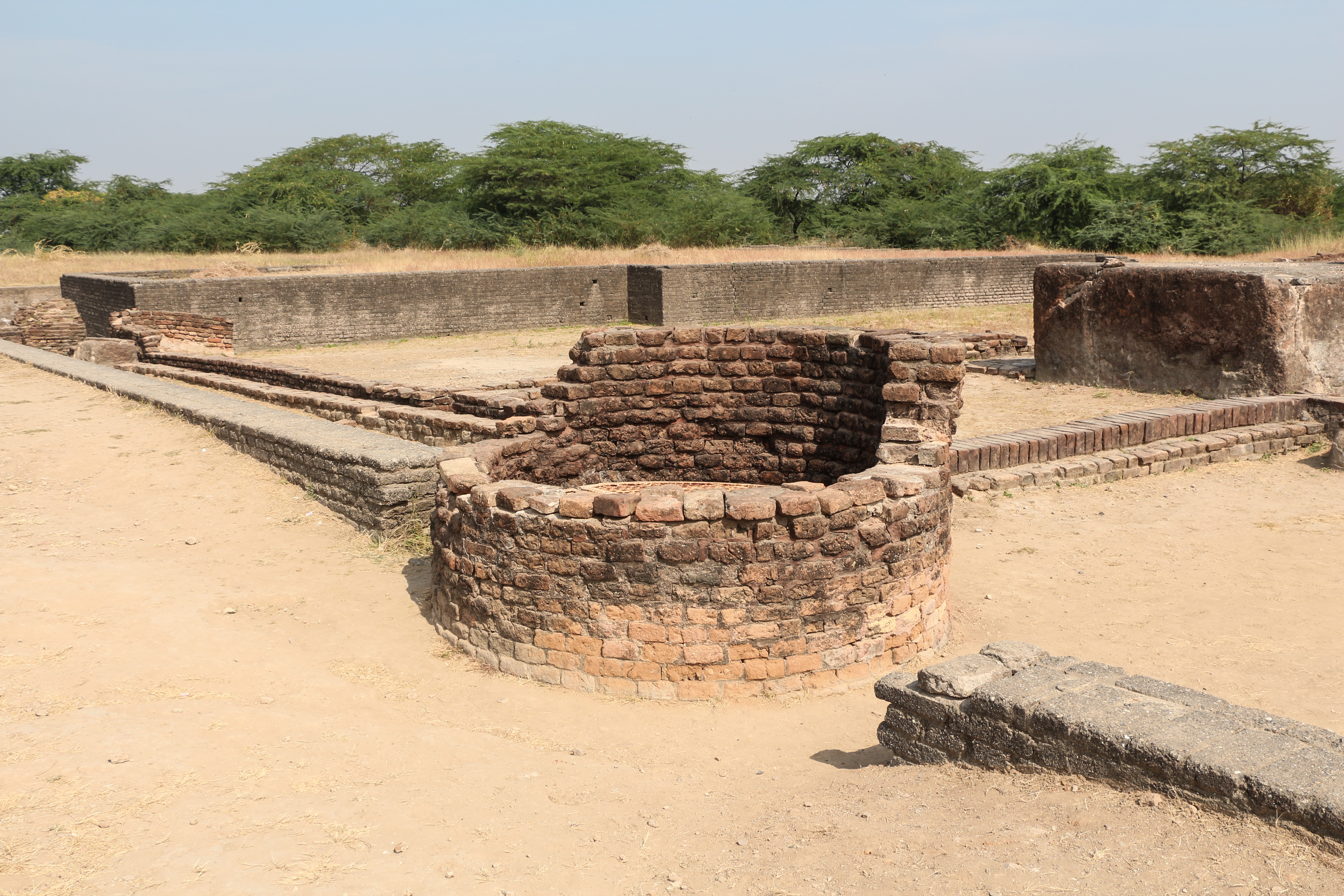
Een oude put en waterafvoer

De uniforme organisatie van de stad en zijn instellingen toont aan dat de Harappanen heel gedisciplineerde mensen waren.:8 Handel en bestuur waren onderworpen aan standaarden die overal golden. Het bestuur van de stad was streng: de breedte van de meeste straten bleef lange tijd gelijk en er werd niets op gebouwd. Elk huis had een afvalput of -ruimte waar groter afval werd gedumpt om te voorkomen dat de afvoerkanalen verstopt zouden raken. Riolen, mangaten en beerputten hielden de stad verbluffend schoon en voerden het afval in de rivier, waar het bij vloed werd weggespoeld.
Er ontstond een nieuwe, provinciale stijl in de Harappaanse kunst; tot de vernieuwingen behoren realistische afbeeldingen van dieren in hun natuurlijke omgeving en de afbeelding van verhalen en folklore. In openbare plaatsen werden vuuraltaren opgericht. Metalen voorwerpen, goud en juwelen en smaakvol versierde ornamenten getuigen van de cultuur en voorspoed van de mensen van Lothal.
De meeste gereedschappen – metalen instrumenten, gewichten, maatstokken, zegels, aardewerk en ornamenten – kwamen overeen met de standaard en kwaliteit die verder in de Indusbeschaving wordt aangetroffen. Lothal was een belangrijk handelscentrum dat en masse grondstoffen zoals koper, vuursteen en halfedelstenen importeerde uit Mohenjodaro en Harappa en die in grote hoeveelheden distribueerde over de dorpen en steden. Het maakte grote hoeveelheden bronzen bijlen, vishaken, houwelen, speren en ornamenten. Lothal exporteerde zijn kralen, edelstenen, ivoor en mosselen. In de vraag naar stenen messen en bijlen werd door de lokale industrie voorzien – fijne vuursteen werd ingevoerd uit de Sukkurvallei of uit Bijapur in het moderne Karnataka. Bhagatrav leverde halfedelstenen terwijl mosselen uit Dholavira en Bet Dwarka kwamen. Een hecht handelsnetwerk schonk de inwoners grote voorspoed – het reikte tot over de grenzen naar het oude Egypte, Bahrein en Sumerië.:11

### Jaren van verval

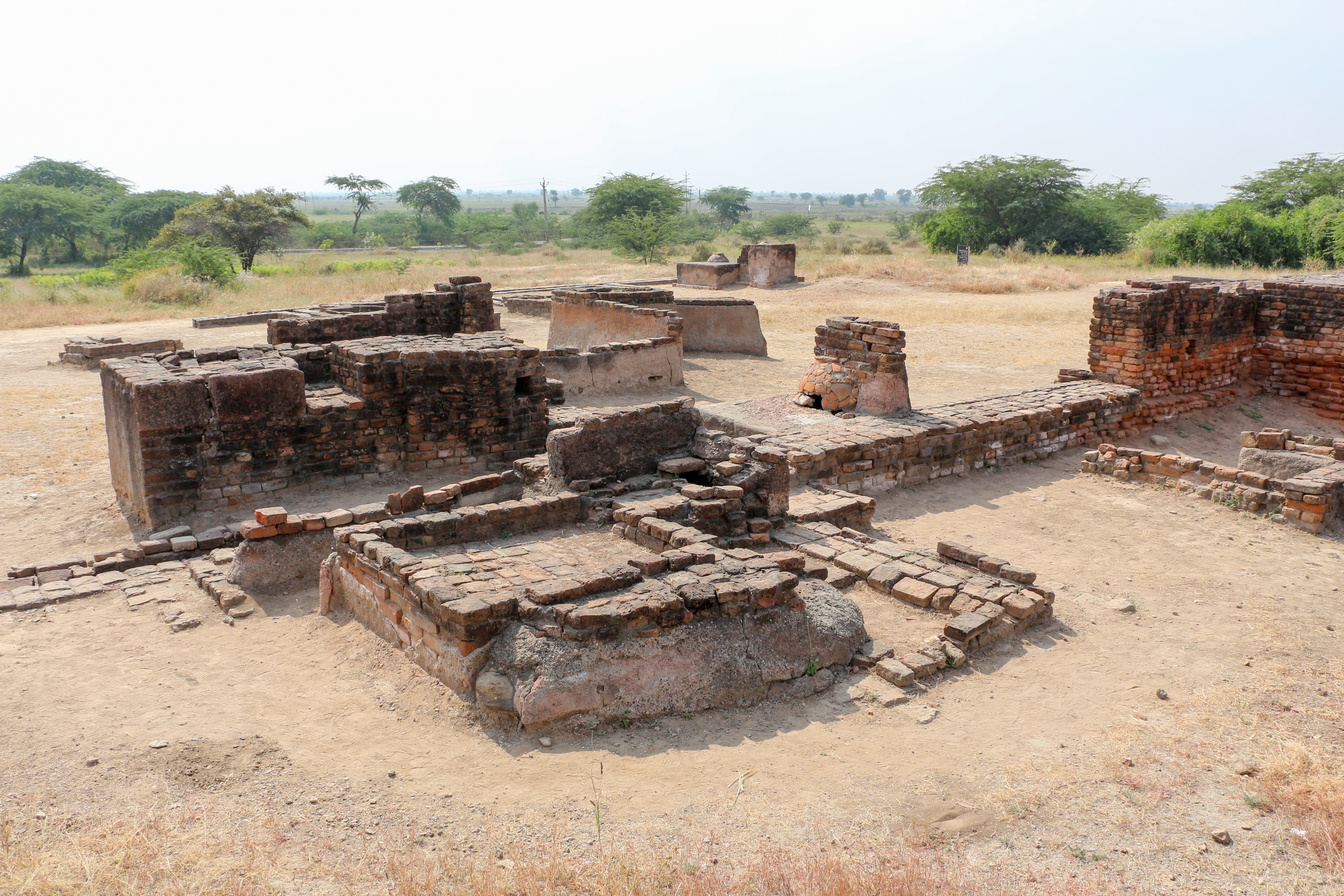
Badkamer met toilet in Lothal

Terwijl het grote debat over het einde van de Indusbeschaving nog steeds doorgaat, wijst het archeologische bewijsmateriaal dat de ASI heeft verzameld vooral op natuurrampen, in het bijzonder overstromingen en stormen, als oorzaken van de ondergang van Lothal. Een grote overstroming zette de hele stad onder water en verwoestte de meeste huizen, de muren en platformen liepen daarbij forse schade op. De acropolis en de residentie van de heerser werden met de grond gelijk gemaakt (2000-1900 v.Chr.) en daarna bevolkt door gewone handelaars en nieuwe, geïmproviseerde woningen. Het ergste gevolg was dat de bedding van de rivier verlegd was, waardoor de stad van de haven en schepen was afgesneden.:12 Hoewel de heerser de stad verlaten had, groeven de leiderloze bewoners een nieuw maar ondiep kanaal om de rivier te verbinden met de haven en kleine schepen naar de haven te kunnen sluizen. Grote schepen moesten ergens anders afmeren. Huizen werden herbouwd, maar de door de overstroming achtergelaten puinhopen werden niet opgeruimd, waardoor de kwaliteit van de huizen te lijden had en de kans op verdere schade groter werd. De openbare afvoerkanalen werden vervangen door afwateringsvaten. De bewoners hielden zich aan de tradities en herbouwden de openbare baden en handhaafden de verering van het vuur. Maar met een slecht georganiseerd bestuur en zonder betrekkingen met andere steden of een centraal bestuur konden de openbare werken niet goed worden hersteld of in stand gehouden. Het zwaar beschadigde pakhuis is nooit goed hersteld en voorraden werden opgeslagen in houten tenten, waar ze bloot stonden aan overstromingen en brand. De economie van de stad was totaal veranderd. Het volume van de handel daalde enorm maar niet rampzalig en grondstoffen waren in kleinere hoeveelheden beschikbaar dan voorheen. Onafhankelijke ondernemingen bezweken, hierdoor ontstond een door de handelaars beheerst stelsel van fabrieken waar honderden handwerkslieden werkten voor dezelfde leverancier en financier. De kralenfabriek had tien woonkamers en een grote binnenplaats waar het werk werd gedaan. De werkplaats van de kopersmid had vijf ovens en betegelde afvoeren zodat er een paar smeden tegelijkertijd konden werken.:13
De afnemende welvaart van de stad, de schaarste aan grondstoffen en het slechte bestuur vermeerderden de ellende van de bevolking, die al geplaagd werd door steeds optredende overstromingen en stormen. Door verzilting werd de bodem steeds minder geschikt voor landbouw. Ook in naburige steden trad dit verschijnsel op, bijvoorbeeld in Rangpur, Rojdi, Rupar en Harappa in Punjab, Mohenjodaro en Chanhudaro in Sindh. Een geweldige overstroming (ca. 1900 v.Chr.) verwoestte de kwijnende stad totaal. Uit archeologische analyse is gebleken dat de haven en de kade waren afgesloten door silt en puin en de gebouwen waren met de grond gelijk gemaakt. De overstroming trof de hele streek van Saurashtra, Sindh en het zuiden van Gujarat, maar ook het hoger gelegen stroomgebied van de Indus en Sutlej, waar tientallen dorpen en stadjes werden weggevaagd. De bevolking vluchtte naar het binnenland.:13-14

### De nadagen van de Harappacultuur

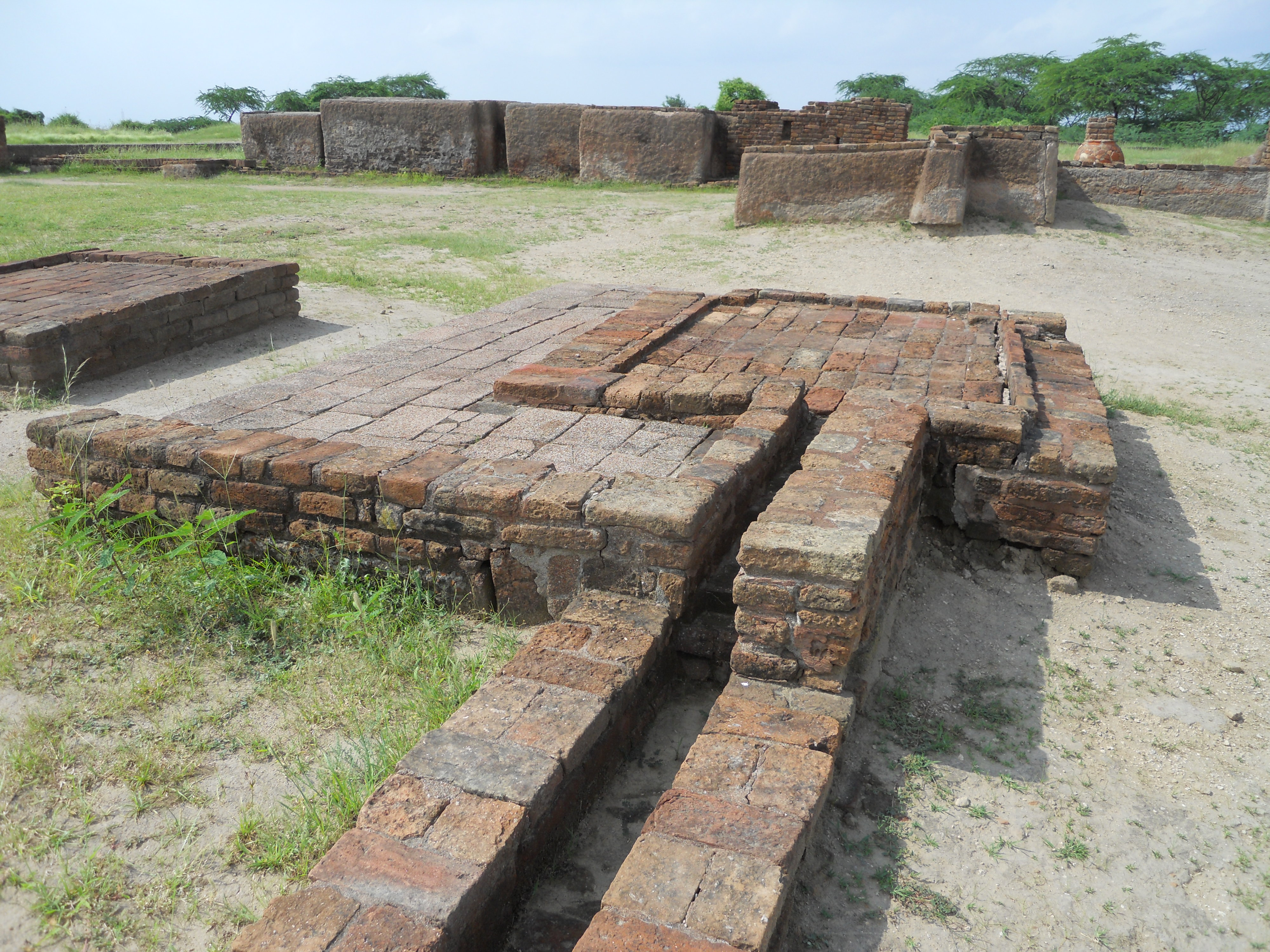
Archeologische overblijfselen van het afvoersysteem van de wasruimte in Lothal

Uit archeologisch onderzoek is gebleken dat de plaats hierna bewoond bleef, zij het dat de bevolking veel kleiner was en dat er geen sprake meer was van stedelijke allure. De weinige mensen die naar Lothal terugkeerden, konden de stad niet herbouwen of herstellen. Verrassend is dat ze bleven en hun religieuze tradities in stand hielden, al woonden ze nu in slecht gebouwde huizen en rieten hutten. Dat het dezelfde mensen waren blijkt uit de analyse van hun stoffelijke resten in de begraafplaats. Terwijl de handel en grondstoffen van de stad vrijwel volkomen verdwenen waren, hielden de mensen vast aan bepaalde Harappaanse elementen, zoals het schrift, het aardewerk en instrumenten. Ongeveer in deze periode was er een door de ASI vastgestelde stroom vluchtelingen van Punjab en Sindh naar Saurashtra (1900-1700 v.Chr.).:13-15 Er worden honderden van zulke armzalige nederzettingen toegeschreven aan dit volk, dat men Laat-Harappanen noemt. Het was een geheel gedeürbaniseerde cultuur, gekenmerkt door een toenemend analfabetisme, een eenzijdige economie, een eenvoudig bestuur en armoede. De zegels raakten in onbruik, maar het systeem van gewichten met als eenheid 8573 gram bleef bestaan. Tussen 1700 en 1600 v.Chr. leefde de handel weer op. In Lothal werd aardewerk in de stijl van Harappa, kommen, borden en potten in massa vervaardigd. Kooplieden gebruikten plaatselijk verkrijgbare materialen zoals chalcedoon in plaats van vuursteen voor stenen messen. Geslepen gewichten van zandsteen namen de plaats in van zeshoekige gewichten van hoornkiezel. Het ingewikkelde Indusschrift werd vereenvoudigd door de pictogrammen af te schaffen en de beschildering van aardewerk werd vereenvoudigd tot golflijnen, lussen en varens.

## Beschaving
De bevolking van Lothal leverde belangrijke en vaak unieke bijdragen aan de menselijke beschaving van die tijd op het terrein van stadsplanning, kunst, architectuur, techniek en godsdienst. Hun werk in de metallurgie, de vervaardiging van zegelstenen, kralen en sieraden vormde de basis voor hun voorspoed.

### Wetenschap, wiskunde en techniek

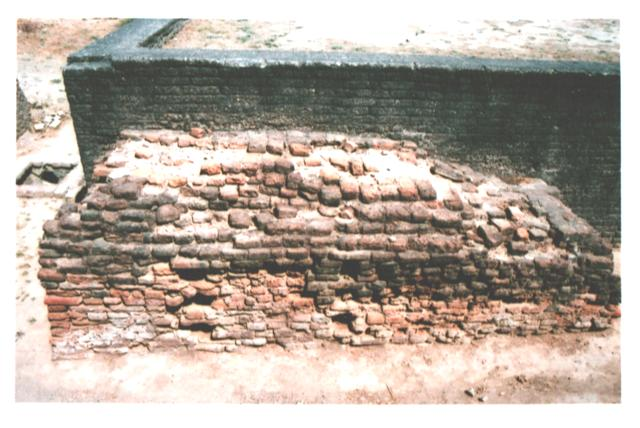
Een blok bakstenen in het hoofddrainagekanaal met vier openingen waardoor het net om vast afval uit te filteren werd geplaatst

Een ringvormig voorwerp van mosselschelpen met vier inkepingen aan twee zijden diende als kompas waarmee op vlak terrein of aan de horizon hoeken konden worden gemeten in veelvouden van 40 graden tot 360 graden. Zulke instrumenten zijn waarschijnlijk uitgevonden om 12 gelijke delen van de horizon en de hemel te kunnen meten, wat de inkepingen aan de onder- en bovenrand verklaart. Archeologen beschouwen het als het bewijs dat de experts uit Lothal 2000 jaar voor de Grieken de hemel en de horizon in twaalven konden verdelen en een instrument hadden ontwikkeld om hoeken te meten en mogelijk de positie van sterren te bepalen voor navigatie.:40-41
In Lothal is een van de drie geïntegreerde en rechte linialen gevonden (de andere komen uit Harappa en Mohenjodaro). Een ivoren liniaal uit Lothal had de tot dusverre kleinste decimale indeling die in de Indusbeschaving is aangetroffen. De liniaal is 6 mm dik, 15 mm breed en de beschikbare lengte is 128 mm. Er zijn echter maar 27 maatstreepjes zichtbaar op een stuk van 46 mm, met een ruimte tussen de streepjes van 1,70 mm. De geringe afmetingen doen vermoeden dat hij werd gebruikt voor precisiewerk. Tien van die eenheden komen ongeveer overeen met de angula in de Arthashastra.:39-40 De ambachtslieden in Lothal zorgden ervoor dat de stenen gewichten duurzaam en nauwkeurig waren door voor het polijsten de hoeken af te stompen.:39
Het beroemde drainagesysteem werd door de technici voorzien van kraagdaken en een deklaag van in ovens gebakken steen op het plateau waar het afvalwater het riool in liep. Houten schotten in gleuven in de wand om de afvoer heen moesten het vaste afval tegenhouden. De put is gebouwd van wigvormige bakstenen, 2,4 m in doorsnee en 6,7 m diep. Er was een keurig netwerk van ondergrondse afvoeren, slik- en rioolputten en inspectieruimten voor het vaste afval. Dit netwerk van afvoerleidingen gaf de archeologen een goed inzicht in het stratenplan, de indeling van huizen en baden. Gemiddeld was het hoofdriool 20–46 cm diep met buitenafmetingen van 68 bij 33 cm. Bij de productie van bakstenen (in ovens of in de zon gebakken) werd rekening gehouden met de dikte van de muren waarvoor ze gebruikt zouden worden. Ze werden in lagen afwisselend en de lengte en in de breedte gelegd. Volgens een schatting van archeologen was de verhouding van de zijden in de meeste gevallen 4:2:1; de afmetingen waren altijd hele veelvouden van grote gradaties van de in Lothal gebruikte eenheid 2,5 mm.:41

### Religie en dodenverering
De inwoners van Lothal vereerden een vuurgod, mogelijk de op zegels afgebeelde gehoornde god genaamd Atha (Athar) en Arka. Andere aanwijzingen voor de verering van een vuurgod zijn de openbare en particuliere vuuraltaren, waar kennelijk dieren en runderen werden geofferd. Archeologen hebben gouden hangers, verkoolde cakes van terracotta en aardewerk, resten van koeien, kralen en andere dingen gevonden die wijzen op de Gavamayana-offerpraktijk uit de oude Vedische religie.:43-45 Er zijn ook aanwijzingen gevonden voor een verering van dieren, maar anders dan in andere Harappaanse steden niet voor de verering van een Moedergodin, wat volgens de kenners een blijk is van diversiteit in religieuze tradities. Maar men neemt aan dat er wel een godin van de zee werd vereerd, die mogelijk overeenkwam met de Moedergodin in de rest van de Indusbeschaving. Hedendaagse bewoners van de streek vereren nog altijd een godin van de zee, Vanuvati Sikotarimata, wat wijst op een verband tussen de tradities en de geschiedenis van de oude havenstad als toegang tot de zee.:2
Er is in Lothal ten minste één geval van een gezamenlijke begrafenis van een man en een vrouw bekend. Indiase archeologen stelden daarom voor dat dit het oudste bekende geval is van sati, het ombrengen van de weduwe van een overleden man.:44 Maar de archeologen ontdekten ook dat het gebruik tegen 2000 v.Chr. opgegeven was (op grond van met de C14-methode vastgestelde tijdsverschillen tussen begrafenissen). Waarschijnlijk kwam het maar een enkele keer voor. Omdat er maar weinig graven gevonden zijn – slechts 17 op een geschatte bevolking van 15.000 – wordt ook rekening gehouden met de mogelijkheid dat de bewoners van Lothal hun doden cremeerden. Begrafenissen na crematie zijn ook in andere plaatsen van de Indusbeschaving opgemerkt, bijvoorbeeld in Harappa, Mehi en Damb-Buti. In de heuvel werden ook de gemummificeerde resten van een Assyriër en een Egyptenaar gevonden.

### Kralen en zegels

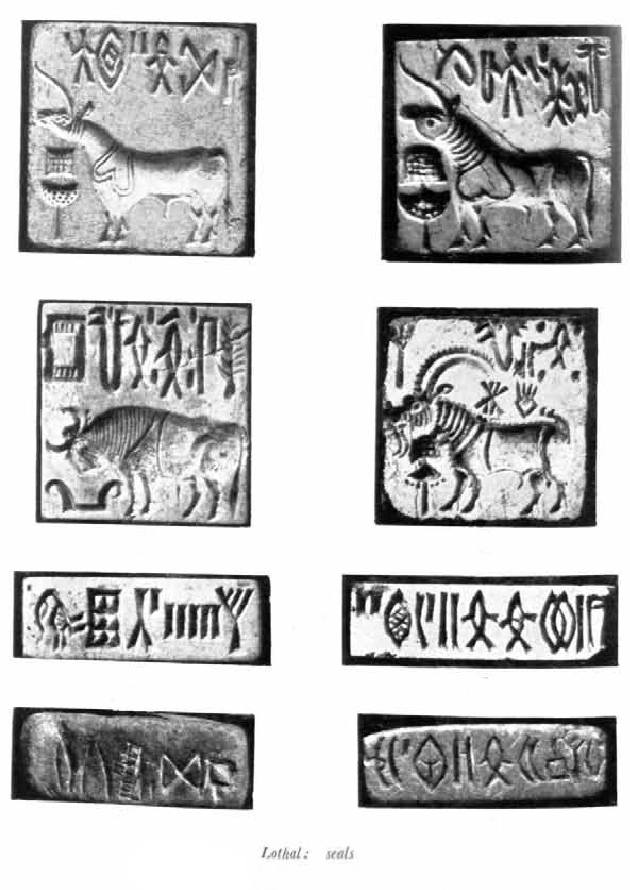
Lothal-zegels

De ontdekking van geëtste kralen van kornalijn en niet-geëtste kralen in de Sumerische steden Kish en Ur, in Jalalabad (Afghanistan) en Susa (Iran) bewijst de populariteit van de in Lothal geconcentreerde juwelenindustrie in heel West-Azië. De edelsteenbewerkers toonden een goede smaak te hebben met hun keuze van stenen in verschillende kleuren om kralen van verschillende afmetingen en kleuren te maken. De methoden van de ambachtslieden uit Lothal waren zo geperfectioneerd dat er 4000 jaar lang niets meer aan verbeterd is – de moderne makers in de omgeving van Khambhat gebruiken nog altijd dezelfde techniek. Van onder andere tweeogige kralen van agaat en gevatte of met goud bedekte juwelen van jaspis staat vast dat ze alleen in Lothal gemaakt werden. Het was beroemd om zijn microcilindrische juwelen van steatiet (spek- of zeepsteen).
In Lothal zijn 213 zegelstenen gevonden, waardoor het de op twee na belangrijkste stad van de Indusbeschaving was. Het zijn stuk voor stuk meesterwerken van graveerkunst en kalligrafie. Zegelsnijders hadden een voorliefde voor stieren met korte horens, berggeiten, tijgers en samengestelde dieren zoals olifant-rund. Vrijwel elk zegel heeft een korte inscriptie. Stempelzegels met koperen ringen in een geperforeerde knop werden gebruikt om vracht te verzegelen, met indrukken van verpakkingsmaterialen zoals matten, omgeslagen doek en koorden – een alleen bij Lothal geconstateerd feit. Kwantitatieve beschrijvingen, zegels van heersers en eigenaars werden op de goederen gestempeld. Een uniek zegel is afkomstig uit Bahrein – rond, met een motief van een draak geflankeerd door springende gazellen.

### Metallurgie en juwelen

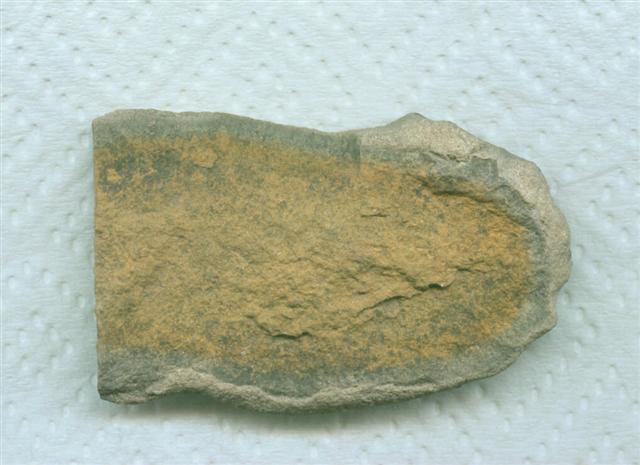
Een uitgesneden stenen werktuig, mogelijk het uiteinde van een houweel

Koper uit Lothal is ongewoon zuiver, het arseen dat er door de kopersmeden uit het hele gebied van de Indusvallei door werd gemengd, ontbreekt hier. De stad importeerde klompjes koper waarschijnlijk uit het Arabische schiereiland. De smeden mengden er tin bij voor de vervaardiging van bijlen, pijlpunten, vishaken, houwelen, armbanden, boren en speerpunten, maar de wapenproductie was niet erg belangrijk. Ze wendden ook geavanceerde metaalbewerkingstechnieken aan zoals cire perdue en voor het gieten van vogels en dieren gebruikten ze meer dan een gietvorm. Ze vonden ook nieuwe instrumenten uit zoals gebogen zagen en gedraaide boren die bij andere beschavingen uit die tijd onbekend waren.
Uit analyse van metalen voorwerpen blijkt dat bij het smelten van ertsen wel ijzer voorkwam als verontreiniging, maar bij twee stuk waren de hoeveelheden erg hoog, bij voorwerp 15211 was dit 39,1% en bij 15212 zelfs 66,1%. Aangezien de archeologische context echter onbekend is, is niet zeker of dit echter wel voorwerpen uit de Harappaanse periode zijn.
Lothal was door de overvloed van kwalitatief goede schelpen in de Golf van Kutch en langs de kust van Kathiawar een belangrijk centrum van kalkproductie. Kralen, zalfpotten, scheplepels, inlegwerk en dergelijke werden gemaakt voor de export en lokaal gebruik. Onderdelen van snaarinstrumenten, zoals het plectrum en de brug (muziekinstrument), werden hier ook van gemaakt. Een ivoorwerkplaats stond onder direct officieel toezicht en er wordt rekening mee gehouden dat de olifant toen gedomesticeerd is. Bij de opgravingen werden een ivoren zegel, gezaagde stukken voor doosjes, kammen, roeden, inlegwerk en oorhangers gevonden. Lothal vervaardigde ook grote hoeveelheden ornamenten van goud – het aantrekkelijkst waren de gouden miniatuurkralen in vijf strengen in kettingen, uniek omdat ze minder dan 0,25 mm in doorsnee waren. Cilindrische en ronde kralen van goud en jaspis met zijvlakken die rechte hoeken met elkaar maken lijken op moderne hangers die vrouwen in Gujarat in hun haar dragen. Een grote op een offeraltaar gevonden schijf is vergeleken met de rukma die door Vedische priesters gedragen wordt. Oorstaafjes, tandwielen en hartvormige ornamenten van faience en steatiet waren populair in Lothal. Een ring van dun koperdraad, in dubbele spiralen gedraaid, lijkt op de ringen van gouddraad die moderne Hindoes bij hun huwelijk dragen.

### Kunst

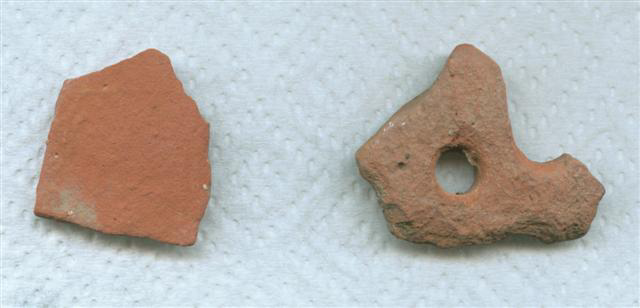
Stukjes aardewerk van rode klei

Lothal heeft twee nieuwe typen pottenbakkerswerk te bieden: een convexe kom, al of niet met een handvat en een kleine kruik met rand. Geen van beide komen voor in de andere steden van de Indusbeschaving uit die tijd. De kunstenaars uit Lothal introduceerden een nieuwe vorm van schilderen die veel overeenkomsten vertoont met het moderne realisme. Op schilderijen worden dieren in hun natuurlijke omgeving afgebeeld. Op een groot stuk vaatwerk staan zelfs vogels afgebeeld met een vis in hun snavel. Ze zitten in een boom en op de grond staat een op een vos lijkend dier. Deze scène lijkt op het verhaal van de kraai en de slimme vos in de Panchatantra. Artistieke verbeelding blijkt ook uit zorgvuldige portretten, een aantal vogels met hun poten in de lucht suggereren bijvoorbeeld vliegen terwijl half geopende vleugels suggereren dat een vogel op het punt staat weg te vliegen. Op een klein kruikje wordt het verhaal van de dorstige kraai en het dorstige hert afgebeeld. Het hert kan niet uit de kruik drinken omdat de opening te klein is, maar de kraai slaagt er wel in door er eerst steentjes in te gooien. De dieren worden duidelijk en sierlijk afgebeeld. Bewegingen en emoties worden gesuggereerd door de positionering van ledematen en gelaatskenmerken – op kruikje van 15 x 5 cm zonder dat het propperig wordt.
Er is een complete verzameling terracottafiguren, vergelijkbaar met moderne schaakstukken, in Lothal gevonden – dierenfiguren, piramiden met ivoren handgrepen en op kastelen lijkende voorwerpen (lijkend op de schaakstukken van koningin Hatsjepsoet in Egypte). De realistische weergave van mensen en dieren wijst op een zorgvuldig onderzoek van hun anatomische en natuurlijke kenmerken. De buste van een man met spleetogen, scherpe neus en rechte baard doet denken aan Sumerische figuren, vooral aan de stenen beeldjes uit Mari. Op afbeeldingen van mannen en vrouwen zijn spieren en andere lichamelijke kenmerken duidelijk aangegeven. Modellen van terracotta maken ook de verschillen duidelijk tussen soorten kikkers en stieren, maar ook paarden. Dierfiguren met wielen en een beweegbare kop werden als speelgoed gebruikt.

## Het opgegraven Lothal

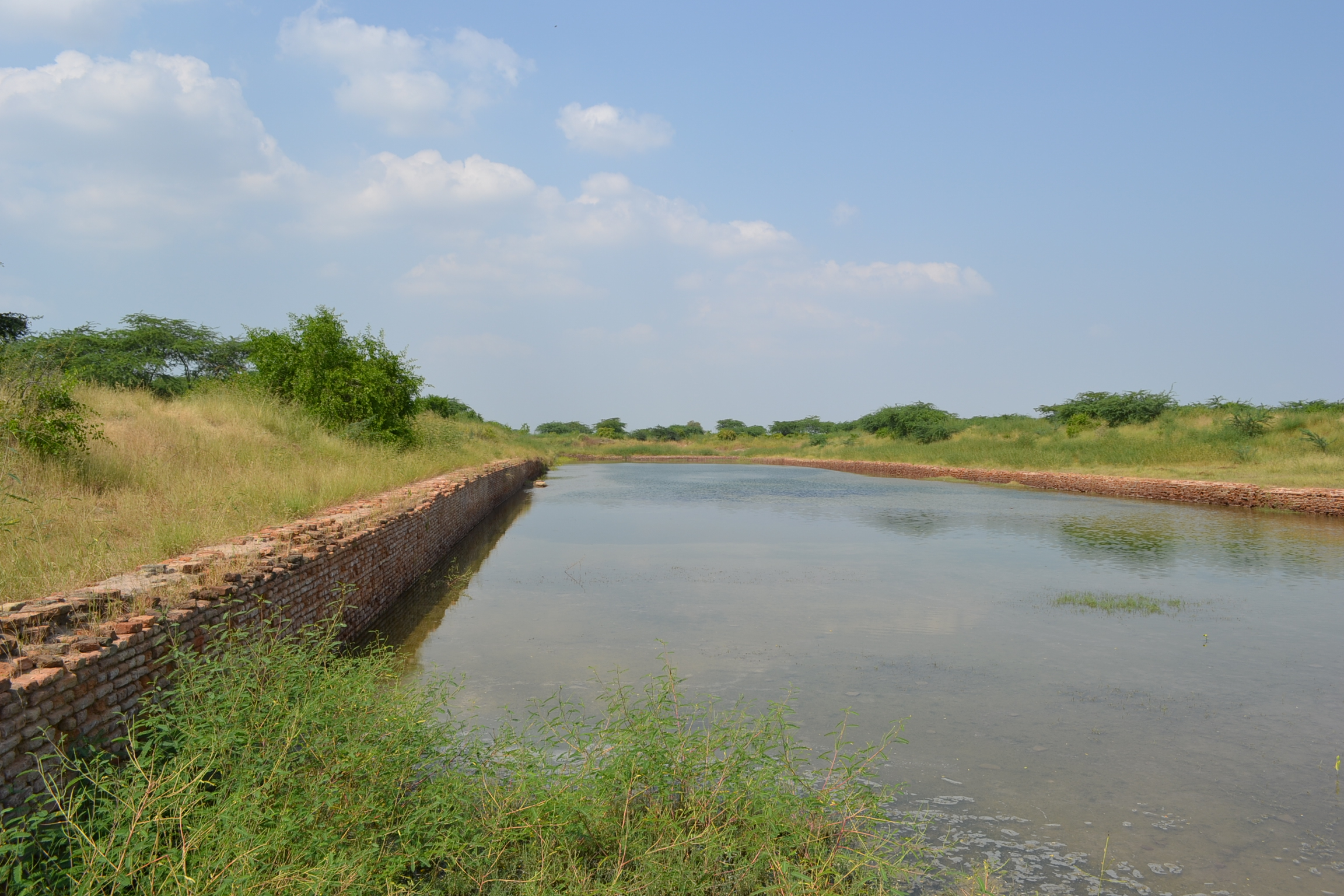
Het dok van Lothal, met een kanaalopening om water in de rivier te laten stromen, waardoor een stabiel waterpeil wordt gehandhaafd

Hemelsbreed meet Lothal 285 m van noord naar zuid en 228 m van oost naar west. De oppervlakte was nog groter toen de stad het grootst was, want er zijn resten gevonden op 300 m ten zuiden van de heuvel. Door de kwetsbaarheid van de ongebakken stenen en de vele overstromingen is er van de gebouwen niet veel over. Lage muurtjes, plateaus, putten, afvoeren, baden en betegelde vloeren zijn zichtbaar.:11 Maar dankzij de leem die door de terugkerende overstromingen is afgezet hebben de muren van de haven de grote overstroming (ca. 1900 v.Chr.) overleefd. Het ontbreken van hoge stenen muren wordt toegeschreven aan erosie en roof van bakstenen. De oude nullah, het ingangskanaal en de rivierbedding zijn net zo bedekt. De door overstromingen beschadigde buitenmuur is zichtbaar bij het pakhuis. De overblijfselen van het noord-zuidriool zijn gebakken bakstenen in de zinkput. Kubusvormige blokken van het pakhuis op een hoog plateau zijn eveneens zichtbaar.:16-17
De ASI heeft de buitenmuren, de werf en veel huizen uit de vroege fase met aarde afgedekt om ze tegen de elementen te beschermen. Desondanks zijn er grote zorgen over het behoud van de site. De toenemende verzilting en de langdurige blootstelling aan regen en zon tasten de resten aan. Er zijn geen hekken zodat stromen bezoekers onbelemmerd over de kwetsbare stenen kunnen lopen. Loslopende honden kunnen er ongehinderd rondstruinen. De zware regenval in het gebied heeft al flinke schade toegebracht aan de van in de zon gedroogde stenen gemaakte gebouwen. Door het stilstaande regenwater is er mos op de stenen gaan groeien. Door de verzilting is de haven 3 tot 4 meter minder diep geworden en de zoutafzettingen tasten de bakstenen nog verder aan. Ambtenaren schrijven de verzilting toe aan de capillaire werking en merken op dat er scheurtjes in de wanden verschijnen en dat de funderingen verzwakken terwijl de restauratiewerkzaamheden doorgaan.

### De haven en het pakhuis

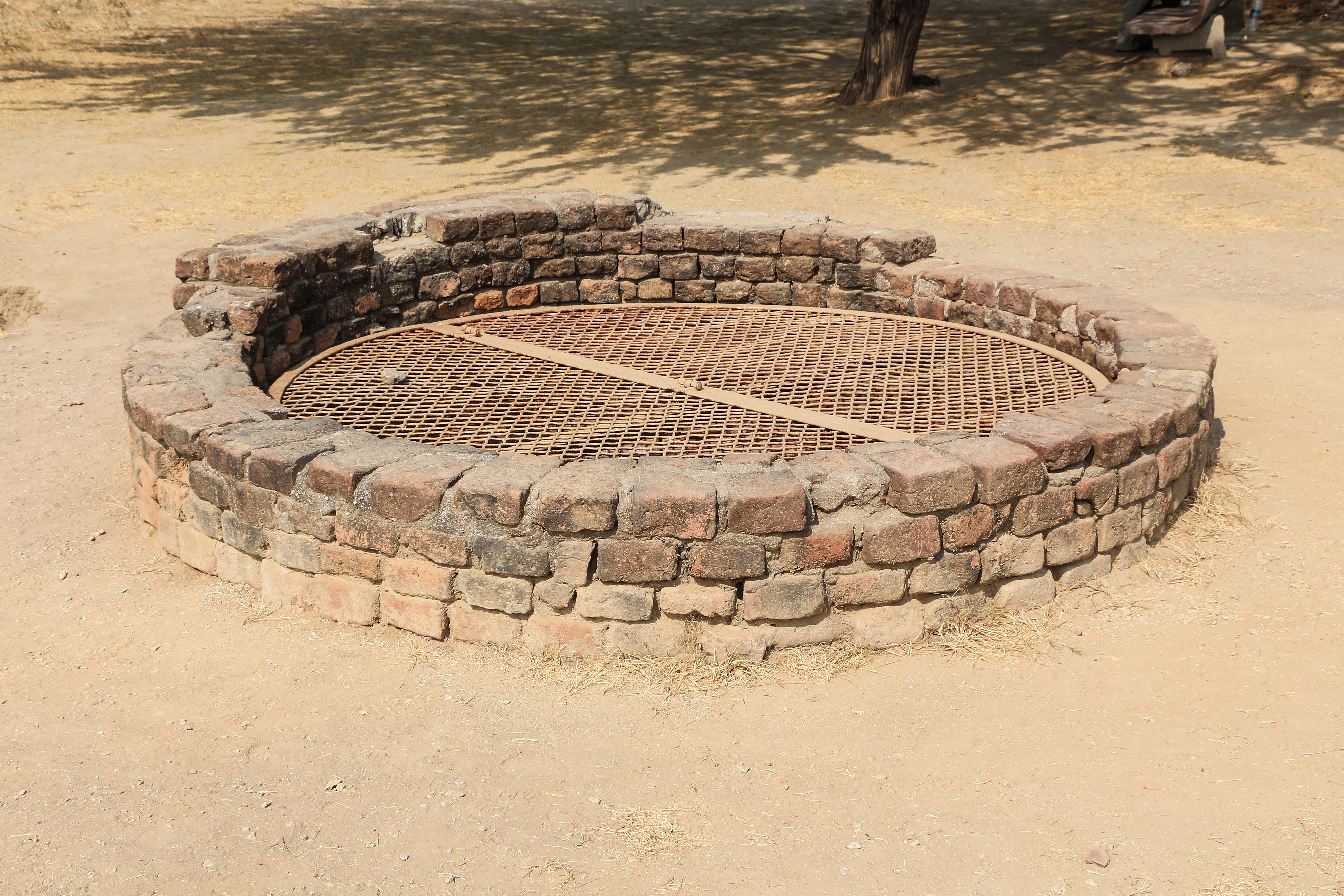
De belangrijkste put

De haven lag op enige afstand van de hoofdtak van de rivier om verzanding tegen te gaan. Volgens moderne oceanografen moeten de technici veel hebben geweten over getijden om zo'n haven te kunnen bouwen aan de steeds veranderende loop van de Sabarmati, maar ook moeten ze zeer bedreven zijn geweest in hydrografie en maritieme techniek. Men neemt aan dat de ingenieurs de getijdebeweging hadden bestudeerd en het effect ervan op gebouwen van baksteen hadden onderzocht, want de wanden waren gemaakt van in ovens gebakken steen. Deze kennis stelde hen ook in staat een goede plaats voor de stad te kiezen, want het verschil tussen eb en vloed is in de Golf van Khambhat het grootst, zodat schepen met vloed de rivierdelta op konden worden geloodst. De ingenieurs bouwden een trapeziumvormige kuip die van noord naar zuid gemiddeld 215 m lang was en van oost naar west 35 m.:28-29
De oorspronkelijke hoogte van de kades bedroeg 4,26 m. Nu is die 3,35 m. De grootste inlaat is 12,8 m breed en aan de tegenovergelegen kant was er ook een. Toen de rivier omstreeks 2000 v.Chr. zijn loop veranderde werd er bij de langste arm een smalle inlaat gemaakt van 7 m breed die door een 2 km lang kanaal met de rivier verbonden was. Als bij vloed het waterpeil steeg tot 2,1–2,4 m konden schepen de haven binnen varen. Een teveel aan water kon worden afgevoerd door het afvoerkanaal, dat 96,5 m breed was en 1,7 m hoog in de zuidelijke arm. De haven beschikte ook over een sluisdeur – er kon een houten deur worden neergelaten bij de opening van de afvoer om een minimale hoeveelheid water in het bassin over te houden zodat schepen bij laagtij bleven drijven.:28-29
Het pakhuis, dat zo belangrijk was voor de economie van de stad, was oorspronkelijk gebouwd op 64 kubusvormige blokken van 3,6 m in het vierkant met gangen van 1,2 m op een 3,5 m hoog van in de zon gedroogde stenen gemaakt podium. Het voetstuk was zo hoog om maximale bescherming tegen overstromingen te bieden. Met bakstenen geplaveide gangen zorgden voor de ventilatie en een heling leidde direct naar de kade, wat laden en lossen vergemakkelijkte. Het pakhuis Stond dicht bij de acropolis zodat de autoriteiten makkelijk toezicht konden houden. Ondanks deze grondige maatregelen verwoestten de grote overstromingen die tot het verval van de stad leidden alle blokken op twaalf na, die later als geïmproviseerd pakhuis dienstdeden.:17-18

### Acropolis en benedenstad

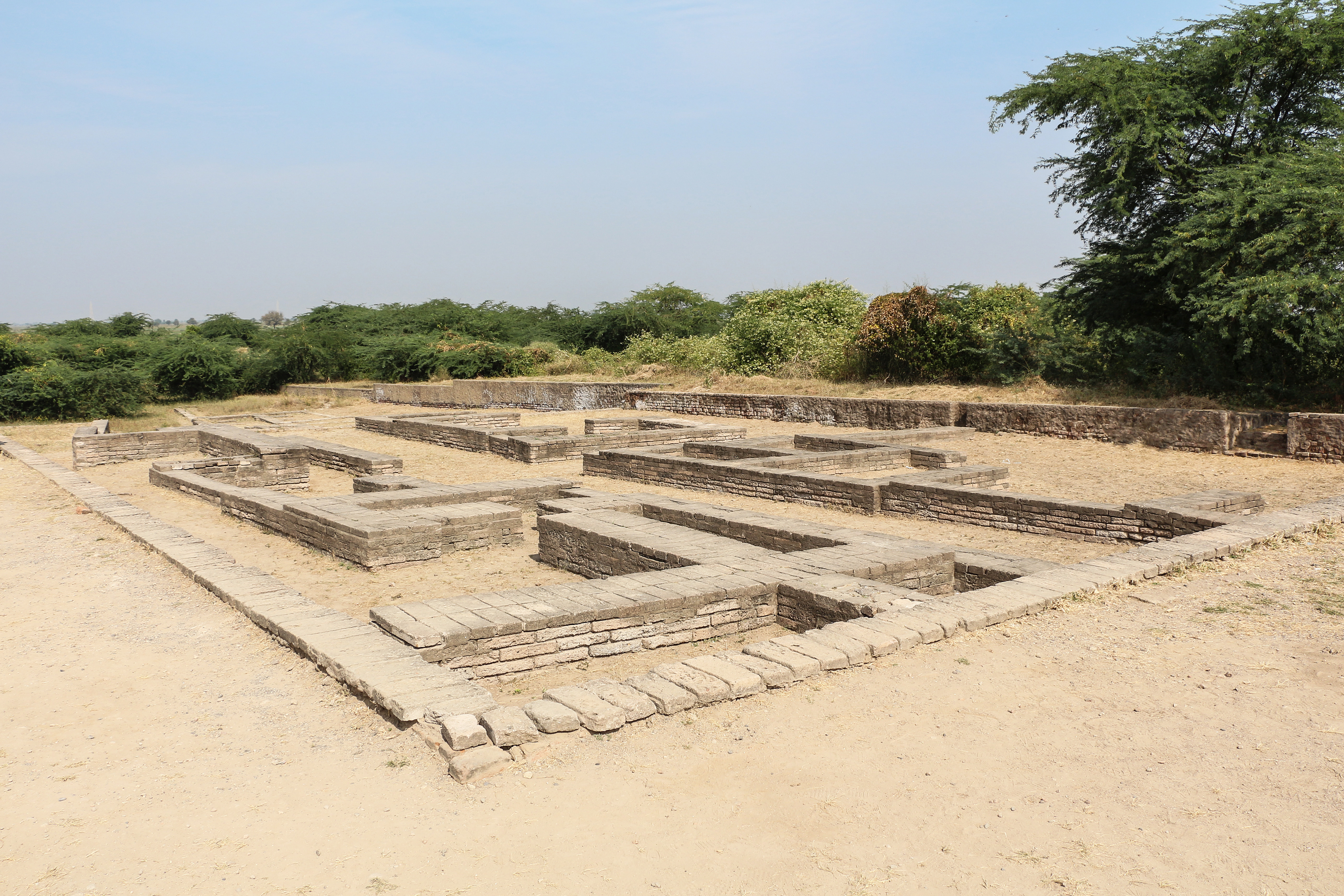
De benedenstad

De acropolis van Lothal was het centrum van de stad, het politieke en commerciële hart ervan. Van oost naar west was hij 127 m breed, van noord naar zuid 51 m. Behalve het pakhuis bevond zich hier de residentie van de heersende klasse. Vijf wegen liepen van oost naar west, twee van noord naar zuid. De vier zijden van het rechthoekige platform waarop de huizen gebouwd waren bouwsels van in de zon gedroogde stenen, 12,2–24,4 m dik en 2,1–3,6 m hoog.:19-21
De baden bevonden zich vooral op de acropolis – meestal huizen met twee kamers en een open binnenplaats. De bakstenen waarmee de baden waren betegeld waren gepolijst om lekkage te voorkomen. De vloeren waren met kalk gepleisterd en de randen waren voorzien van dunne muren met houten plinten. De residentie van de heerser had een oppervlakte van 43,92 m² en had een bad met een oppervlakte van 1,8 m², met een aan- en afvoer. De overblijfselen van dit huis tonen het geavanceerde drainagesysteem. De markt in de benedenstad lag aan de 6 à 8 m brede hoofdstraat die van noord naar zuid liep. Aan beide zijden van deze straat bevonden zich woningen en werkplaatsen van de ambachtslieden, die in een rechte lijn stonden; de van baksteen gemaakte afvoeren en de huizen uit een eerdere periode zijn niet bewaard gebleven. De straat bleef altijd even breed; ook na overstromingen hield men het oude bouwplan aan. Er zijn verschillende winkels en werkplaatsen met twee kamers van kopersmeden en hoefsmeden gevonden.:23-24
De kralenfabriek, die een belangrijke economische functie vervulde, had een binnenplaats en elf kamers, een opslagplaats en een wachthuis. Er was een afvalput voor as en een ronde oven met twee kamers met aparte openingen voor de brandstof. Vier schoorstenen zijn met elkaar, met de bovenkamer en met het stookgat verbonden. De pleisterlaag op de vloeren en de muren (van modder) is door de grote hitte tijdens het bakken verglaasd. Er zijn restanten van grondstoffen, zoals riet, koemest, zaagsel en agaat gevonden, waar archeologen uit kunnen afleiden hoe de oven werd bediend.:23
Een groot gebouw van in de zon gedroogde steen stond tegenover de fabriek en dat het belangrijk was blijkt uit de plattegrond. Vier grote kamers en een zaal, alles bij elkaar 17 bij 13 m. De zaal heeft een grote deur en in de zuidelijke hoek van het gebouw staat een vuuraltaar op een verhoging. Een vierkante stomp van terracotta in het midden wordt in verband gebracht met de plaats waar de eredienst plaatsvond in de zusterplaats Kalibangan (in Rajasthan), waarmee dit een van de belangrijkste religieuze centra was voor de inwoners van Lothal.:22